# 欧维尼翁河畔蒙塔尼亚克
欧维尼翁河畔蒙塔尼亚克（法語：Montagnac-sur-Auvignon，法語發音：[mɔ̃taɲak syʁ oviɲɔ̃]）是法国洛特-加龙省的一个市镇，属于内拉克区。

## 地理
欧维尼翁河畔蒙塔尼亚克（44°9'39"N, 0°27'35"E）面积22.69 平方千米，位于法国新阿基坦大区洛特-加龍省，该省份为法国西南部内陆省份，北起多爾多涅省，西接吉倫特省和朗德省，南至热尔省，东临塔恩-加龙省和洛特省。
与欧维尼翁河畔蒙塔尼亚克接壤的市镇（或旧市镇、城区）包括：孟德斯鸠、卡利尼亚克、索蒙、埃斯皮安、蒙科、加龙河畔塞里尼亚克、布吕伊约伊地区圣科隆布。

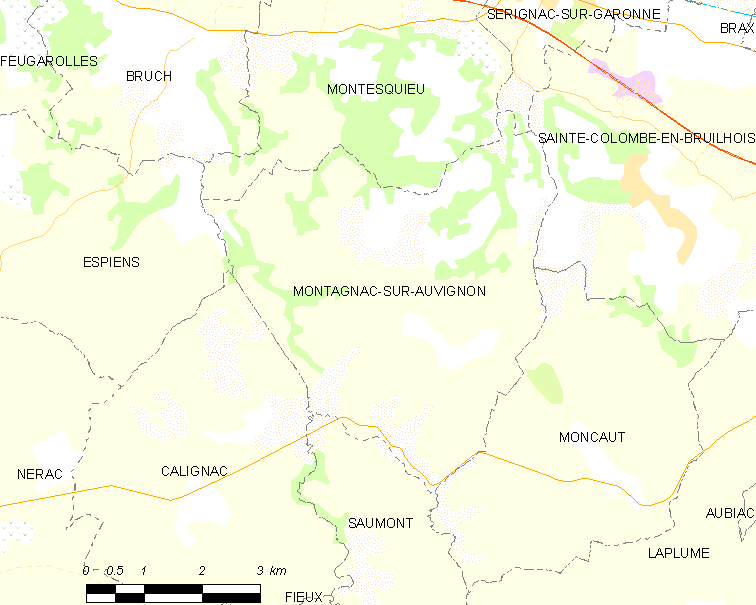
欧维尼翁河畔蒙塔尼亚克的OSM定位图

欧维尼翁河畔蒙塔尼亚克的时区为UTC+01:00、UTC+02:00（夏令时）。

## 行政
欧维尼翁河畔蒙塔尼亚克的邮政编码为47600，INSEE市镇编码为47180。

## 政治
欧维尼翁河畔蒙塔尼亚克所属的省级选区为阿尔布雷县。

## 人口

1962-2008年间欧维尼翁河畔蒙塔尼亚克人口变化图示

欧维尼翁河畔蒙塔尼亚克于2022年1月1日时的人口数量为641人。